# Kościół św. Paschalisa w Raciborzu
Kościół świętego Paschalisa – rzymskokatolicki kościół parafialny należący do dekanatu Racibórz diecezji opolskiej. Znajduje się w raciborskiej dzielnicy Płonia.
Historia świątyni zaczyna się od zakupienia w 1920 roku przez franciszkanina, ojca Ksawerego Zgolnika znajdującą się przy ulicy Sudeckiej nierentowną gospodę z dużą salą taneczną (Weinquelle). Szybko została ona zaadaptowana dla potrzeb franciszkanów, urządzono w niej cele klasztorne. W sali została urządzona prowizoryczna świątynia. Ambona została ufundowana przez raciborski magistrat. Kupione zostało 30 ławek, natomiast ołtarz główny został przekazany przez franciszkanów ze swojej bazyliki w Panewnikach. Z kolei z Opolda w Turyngii zostały sprowadzone dwa stalowe dzwony noszące nazwy św. Franciszek i św. Antoni. W pierwszy dzień Zielonych Świąt, czyli w dniu 23 maja 1920 roku zabrzmiały dzwony świątyni na Ostrogu i z tego miejsca ksiądz dziekan Pfleger razem z ojcami i braćmi na powozach udali się do świątyni na Płoni. Przy starej szkole ludność Płoni powitała zakonników. Dziekan pobłogosławił kościół i powierzył franciszkanom duszpasterstwo nad ludnością Małej i Wielkiej Płoni. Wkrótce też franciszkanie wybudowali obok świątyni okazały klasztor. W dniu 1 stycznia 1932 roku kardynał Adolf Bertram erygował nową parafię na Płoni pod wezwaniem św. Paschalisa Baylona.